# Їржі Лабус
Їржі Лабус (чеськ. Jiří Lábus) — чеський актор.

## Жіттєпис
Їржі Лабус народився 26 січня 1950 року в Празі в пологовому будинку на Лондонської вулиці. Батько був архітектором, мати — медсестрою. Він також жив у Виноградах на вулиці Белеградській разом з батьками та братом. Драматичним мистецтвом він цікавився з дитинства. Після школи він навчався в гімназії, а після ії закінчення в 1968 році вступив до ДАМУ, де в 1973 році зіграв роль Макі Мессера в виставі «Опера жебрака Джона Гей». Під час основної військової служби був членом армійського художнього ансамблю Віта Неджела, де, крім усього іншого, був артистом оркестру танцю, але також був фельдшером. Після школи був прийнятий до тодішнього театру-студії Ypsilon у Ліберець.

## Вибрана фільмографія
- Арабелла (1979)
- Румбурак (1985)
- Арабелла повертається (1993)
- Я обслуговував англійського короля (2006)